# 荒野大鏢客 (電影)
《荒野大鏢客》（義大利語：Per un pugno di dollari）為義大利導演塞吉歐·李昂尼於1964年執導的義式西部片之第一部，它翻拍自1961年黑澤明執導的日本武士片《大鏢客》；男主角為克林·伊斯威特；以口哨為主題曲，伴有吉他音樂、鐘聲、男聲連呼“We can fight！”及吭嘯唱聲。本片的義大利语及英文片名意为「一把美元」。
由于黑澤明和编剧菊岛隆三控告本片制片方侵权，所以本片在美国推迟了上映，两人胜诉后获得了该片全球票房的15%的收益以及在日本、台湾和韩国的发行权。事后黑泽明承认，他从这部影片中得到的收入比《用心棒》还要多。
最初在选择男主角的时候，李昂尼想找好莱坞影星亨利·方达，但是他的片酬太高，制片方承担不起。查理士·布朗遜也拒接了这个角色，因为他认为剧本太糟。不过这两位演员，最后都在李昂尼的另一部西部片《萬里狂沙萬里仇》參與演出。在接触了一些演员后，最后选中当时并不出名的克林特·伊斯特伍德，他曾经演过一部西部题材的电视片。演出这部电影，克林特·伊斯特伍德获得15000美元的片酬。虽然在影片中他经常叼着一根雪茄烟，但实际上他本人是不吸烟的。在本片后，伊斯特伍德继续演出镖客三部曲中的第二部以及第三部。
本片的拍摄地点为西班牙，克林特·伊斯特伍德到达西班牙之后发现，除了一名特技演员和一个电影代理人，导演和剧组成员基本都不会说英文。最初主演和导演对剧本有点争议，克林特·伊斯特伍德认为太冗长了，要求导演砍掉他的对白，导演最终也同意。在本片中，克林特·伊斯特伍德穿着的夹克、牛仔裤，戴的帽子都是他自己的。只有那件西班牙斗篷是导演赠送给他的礼物。

## 剧情
一位不知名的陌生人来到位于墨西哥和美国边境的小镇圣米格尔。镇上的旅馆老板希尔瓦尼托告诉陌生人，这里有两大走私贩家族之间的纷争，争夺着对小镇的控制权，分别是罗霍兄弟（唐·米格尔、埃斯特班和拉蒙）以及由镇警长约翰·巴克斯特、妻子康苏埃洛和儿子安东尼奥组成的家族。为了赚钱，陌生人决定利用这些家族的矛盾。他向双方展示了自己的致命能力，轻松射杀了四个人（其中三人曾侮辱过他）。
陌生人目睹罗霍家族屠杀了一队护送黄金（用于换取步枪）的墨西哥士兵，于是策划了一个计划。他将两具尸体搬到附近的墓地，伪装成活人。他向两大家族出售信息，声称有两名墨西哥士兵在袭击中幸存。两大家族赶往墓地，巴克斯特家族想带走幸存者以指证罗霍家族，而罗霍家族则试图灭口。他们在墓地展开枪战，拉蒙“杀死”了伪装的幸存者，埃斯特班则抓住了安东尼奥·巴克斯特。
在罗霍家族与巴克斯特家族交战时，陌生人潜入罗霍家的庄园寻找黄金，却意外击晕了一名叫玛丽索尔的女子。他将她带到巴克斯特家，巴克斯特家族同意用她来交换安东尼奥。在人质交换时，玛丽索尔的儿子和丈夫前来接她。拉蒙命令手下鲁比奥杀死玛丽索尔的丈夫胡里奥，但被希尔瓦尼托和陌生人阻止。陌生人命令玛丽索尔回到拉蒙身边，并让她的丈夫带着儿子离开。他从希尔瓦尼托那里得知，从前拉蒙指控胡里奥在一场牌局中出千，于是将玛丽索尔收作抵押物。
当晚，罗霍家族庆祝时，陌生人杀死了守卫，释放了玛丽索尔，毁坏了她被囚禁的房屋，制造出巴克斯特家族袭击的假象。他给了玛丽索尔一笔钱，劝她一家人离开小镇。
最终，罗霍家族发现是陌生人救走了玛丽索尔。他们把他抓起来折磨，但他成功逃脱。罗霍家族误以为陌生人受到巴克斯特家族庇护，便放火烧毁了巴克斯特家的住所，在巴克斯特一家逃离时杀死了包括巴克斯特夫人在内的所有人。在当地棺材匠皮里佩罗的帮助下，陌生人藏在棺材中逃离小镇，在一座废弃的矿井中恢复元气。
皮里佩罗告诉他，希尔瓦尼托被罗霍家族抓起来折磨，以逼问陌生人的下落。陌生人返回小镇与罗霍家族对决。他在彭丘下藏了一块钢制护胸，嘲讽拉蒙要“瞄准心脏”，结果拉蒙的子弹都被弹开，直到他耗尽了步枪的弹药。陌生人击落拉蒙的武器，射杀了唐·米格尔、鲁比奥以及周围的罗霍家族成员。他用最后一发子弹救下被吊着的希尔瓦尼托。
陌生人与拉蒙展开比拼，看谁能更快装弹。结果陌生人开枪击毙拉蒙。埃斯特班·罗霍暗中打算从附近的建筑物里朝陌生人背后开枪，但被希尔瓦尼托击毙。陌生人与希尔瓦尼托和皮里佩罗道别后，骑马离开了小镇。

## 演员
- 克林·伊斯威特 饰 “乔” / 无名男子（英语：Man with No Name）
- 玛丽安娜·科赫（英语：Marianne Koch） 饰 玛丽索尔
- 吉安·玛利亚·沃隆特（英语：Gian Maria Volonté） 饰 拉蒙·罗霍
- W·卢克斯基（英语：Wolfgang Lukschy） 饰 警长约翰·巴克斯特
- 西加尔特·鲁普（英语：Sieghardt Rupp） 饰 埃斯特班·罗霍
- 约瑟夫·埃格（英语：Joseph Egger） 饰 皮里佩罗
- 安东尼奥·普列托（英语：Antonio Prieto (Spanish actor)） 饰 唐·米格尔·罗霍（意大利语版本为唐·贝尼托·罗霍）
- 佩佩·卡尔沃（英语：José Calvo） 饰 希尔瓦尼托
- 玛格丽塔·洛扎诺（英语：Margarita Lozano） 饰 康苏埃洛·巴克斯特
- 丹尼尔·马丁（英语：Daniel Martín (actor)） 饰 胡里奥
- 本尼·里夫斯（英语：Benito Stefanelli） 饰 鲁比奥
- 马里奥·布雷加（英语：Mario Brega） 饰 奇科
- 尼诺·德尔·阿科（英语：Nino del Arco） 饰 耶稣
- 布鲁诺·卡罗特努托（英语：Bruno Carotenuto） 饰 安东尼奥·巴克斯特
- 阿尔多·桑布雷利（英语：Aldo Sambrell） 饰 曼努埃尔

其他演员有安东尼奥·莫雷诺饰胡安·德·迪奥斯、恩里克·圣地亚哥饰福斯托、翁贝托·斯帕达罗饰米格尔、费尔南多·桑切斯·波拉克饰文森特以及何塞·里斯戈饰墨西哥骑兵队长。巴克斯特家族手下有路易斯·巴尔布、弗兰克·布拉尼亚、安东尼奥·莫利诺·罗霍、洛伦佐·罗布雷多和威廉·R·汤普金斯。罗霍家族手下有何塞·卡内莱哈斯、阿尔瓦罗·德·卢纳、纳扎雷诺·纳塔莱和安东尼奥·皮卡。

## 鏢客三部曲
- 1964年：《荒野大鏢客》（A Fistful of Dollars）
- 1965年：《黃昏雙鏢客》（For a Few Dollars More）
- 1966年：《黃昏三鏢客》（The Good, the Bad and the Ugly）

## 外部連結
- 互联网电影数据库（IMDb）上《獨行俠連環奪命槍》的资料（英文）